# Ulyanovsk
Ulyanovsk (tiếng Nga: Ульяновск, trước đây là Simbirsk (Симбирск)) là một thành phố nằm trên sông Volga ở Nga, cách Moskva 893 km về phía đông. Đây là trung tâm hành chính của tỉnh Ulyanovsk, và là nơi sinh của Vladimir Lenin (ban đầu có họ là Ulyanov), dân số: 635.947 (điều tra dân số năm 2002); 625.155 (điều tra dân số năm 1989).

## Khí hậu
| Dữ liệu khí hậu của Ulyanovsk           | Dữ liệu khí hậu của Ulyanovsk | Dữ liệu khí hậu của Ulyanovsk | Dữ liệu khí hậu của Ulyanovsk | Dữ liệu khí hậu của Ulyanovsk | Dữ liệu khí hậu của Ulyanovsk | Dữ liệu khí hậu của Ulyanovsk | Dữ liệu khí hậu của Ulyanovsk | Dữ liệu khí hậu của Ulyanovsk | Dữ liệu khí hậu của Ulyanovsk | Dữ liệu khí hậu của Ulyanovsk | Dữ liệu khí hậu của Ulyanovsk | Dữ liệu khí hậu của Ulyanovsk | Dữ liệu khí hậu của Ulyanovsk |
| Tháng                                   | 1                             | 2                             | 3                             | 4                             | 5                             | 6                             | 7                             | 8                             | 9                             | 10                            | 11                            | 12                            | Năm                           |
| --------------------------------------- | ----------------------------- | ----------------------------- | ----------------------------- | ----------------------------- | ----------------------------- | ----------------------------- | ----------------------------- | ----------------------------- | ----------------------------- | ----------------------------- | ----------------------------- | ----------------------------- | ----------------------------- |
| Cao kỉ lục °C (°F)                      | 5.6 (42.1)                    | 4.5 (40.1)                    | 16.5 (61.7)                   | 30.0 (86.0)                   | 36.2 (97.2)                   | 37.5 (99.5)                   | 38.9 (102.0)                  | 39.3 (102.7)                  | 33.9 (93.0)                   | 26.0 (78.8)                   | 14.3 (57.7)                   | 7.8 (46.0)                    | 39.3 (102.7)                  |
| Trung bình ngày tối đa °C (°F)          | −6.4 (20.5)                   | −6.3 (20.7)                   | 0.6 (33.1)                    | 12.0 (53.6)                   | 20.2 (68.4)                   | 24.5 (76.1)                   | 26.2 (79.2)                   | 24.3 (75.7)                   | 18.1 (64.6)                   | 9.6 (49.3)                    | 0.4 (32.7)                    | −5.3 (22.5)                   | 9.8 (49.6)                    |
| Trung bình ngày °C (°F)                 | −9.8 (14.4)                   | −10.4 (13.3)                  | −3.9 (25.0)                   | 6.1 (43.0)                    | 13.6 (56.5)                   | 18.3 (64.9)                   | 20.2 (68.4)                   | 18.0 (64.4)                   | 12.4 (54.3)                   | 5.3 (41.5)                    | −2.4 (27.7)                   | −8.4 (16.9)                   | 4.9 (40.8)                    |
| Tối thiểu trung bình ngày °C (°F)       | −13.1 (8.4)                   | −14.1 (6.6)                   | −7.9 (17.8)                   | 1.1 (34.0)                    | 7.4 (45.3)                    | 12.4 (54.3)                   | 14.5 (58.1)                   | 12.5 (54.5)                   | 7.7 (45.9)                    | 1.9 (35.4)                    | −4.9 (23.2)                   | −11.4 (11.5)                  | 0.5 (32.9)                    |
| Thấp kỉ lục °C (°F)                     | −38.0 (−36.4)                 | −40.0 (−40.0)                 | −32.8 (−27.0)                 | −20.0 (−4.0)                  | −6.5 (20.3)                   | −2.2 (28.0)                   | 3.8 (38.8)                    | −1.0 (30.2)                   | −4.9 (23.2)                   | −18.9 (−2.0)                  | −29.2 (−20.6)                 | −38.0 (−36.4)                 | −40.0 (−40.0)                 |
| Lượng Giáng thủy trung bình mm (inches) | 31 (1.2)                      | 24 (0.9)                      | 24 (0.9)                      | 30 (1.2)                      | 39 (1.5)                      | 63 (2.5)                      | 60 (2.4)                      | 48 (1.9)                      | 49 (1.9)                      | 41 (1.6)                      | 32 (1.3)                      | 30 (1.2)                      | 471 (18.5)                    |
| Số ngày mưa trung bình                  | 4                             | 3                             | 5                             | 11                            | 15                            | 16                            | 15                            | 15                            | 15                            | 16                            | 10                            | 5                             | 130                           |
| Số ngày tuyết rơi trung bình            | 23                            | 20                            | 14                            | 4                             | 1                             | 0                             | 0                             | 0                             | 0.3                           | 5                             | 16                            | 21                            | 104                           |
| Độ ẩm tương đối trung bình (%)          | 83                            | 81                            | 79                            | 67                            | 59                            | 67                            | 68                            | 70                            | 73                            | 79                            | 84                            | 84                            | 75                            |
| Số giờ nắng trung bình tháng            | 43.4                          | 92.4                          | 142.6                         | 216.0                         | 275.9                         | 300.0                         | 319.3                         | 275.9                         | 174.0                         | 102.3                         | 48.0                          | 37.2                          | 2.027                         |
| Nguồn 1: Pogoda.ru.net                  |                               |                               |                               |                               |                               |                               |                               |                               |                               |                               |                               |                               |                               |
| Nguồn 2: Climatebase (nắng)             |                               |                               |                               |                               |                               |                               |                               |                               |                               |                               |                               |                               |                               |

## Liên kết
- Ulyanovsk City Portal (tiếng Nga)
- The history of Simbirsk Lưu trữ ngày 3 tháng 6 năm 2023 tại Wayback Machine (tiếng Nga)
- High resolution satellite photos of Ulyanovsk[liên kết hỏng] (tiếng Nga)